# Juan Villegas
Juan Pablo Villegas (* 15. Oktober 1987) ist ein kolumbianischer Straßenradrennfahrer.
Juan Villegas gewann 2007 eine Etappe bei der U23-Austragung der Vuelta a Colombia und wurde dort Zweiter der Gesamtwertung. Im nächsten Jahr war er bei einem Teilstück der Vuelta a Antioquia erfolgreich. 2009 gewann Villegas bei der U23-Vuelta a Colombia zwei Tagesabschnitte. Bei der Panamerikameisterschaft 2009 belegte er beim Einzelzeitfahren den vierten Platz und gewann somit Silber in der U23-Klasse. Im Straßenrennen wurde er Zweiter und gewann dadurch Gold in der U23-Klasse.

## Erfolge
2009
- Panamerikameisterschaft – Einzelzeitfahren (U23)
- Panamerikameisterschaft – Straßenrennen
- Panamerikameisterschaft – Straßenrennen (U23)

2012
- zwei Etappen Vuelta a Venezuela

2014
- drei Etappen und Gesamtwertung Vuelta Mexico

2017
- eine Etappe Vuelta a Colombia

## Teams
- 2011 Colombia es Pasión-Café de Colombia
- 2012 Boyacá Orgullo de América
- 2013 472-Colombia
- 2014 4-72-Colombia
- 2015 Team SmartStop
- 2016 Manzana Postobón Team
- 2017 Manzana Postobón Team